# Parteischule der SPD

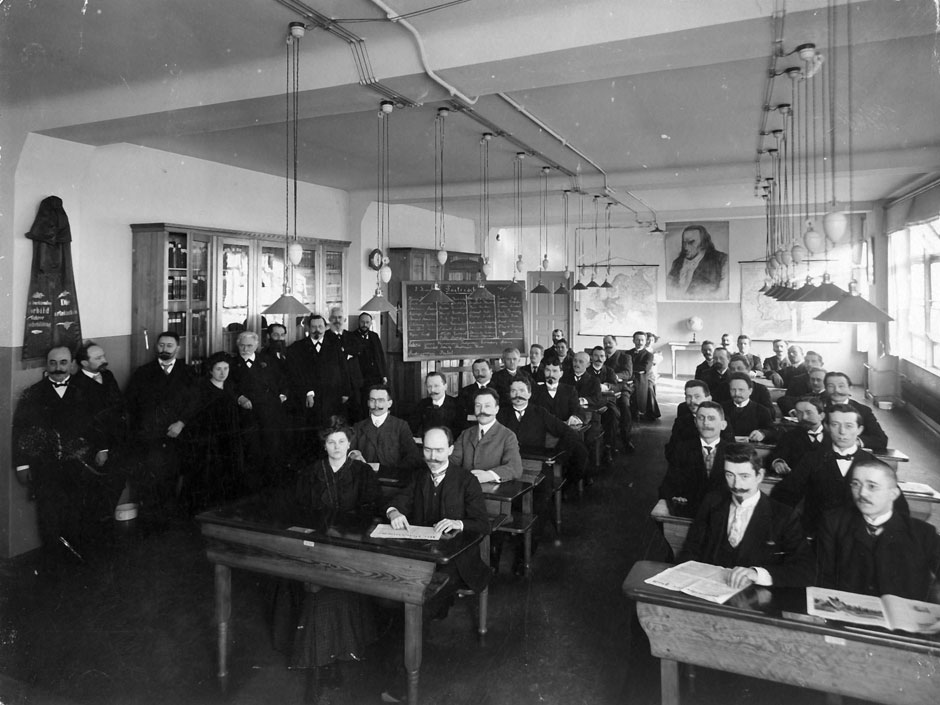
Besuch des Parteivorstandes im Jahr 1907 bei der Parteischule der SPD. Dozentin Rosa Luxemburg (stehend vierte von links). August Bebel (stehend fünfter von links), Friedrich Ebert (links in der 3. Bank der rechten Bankreihe), Friedrich Puchta (erste Bankreihe ganz rechts)

Die Parteischule der SPD wurde am 15. November 1906 in der Lindenstraße 3 () in Berlin von August Bebel eröffnet. Die von der Sozialdemokratischen Partei Deutschlands (SPD) getragene Bildungsanstalt war die erste Einrichtung einer deutschen Partei, die regelmäßig gezielt Parteifunktionäre schulte. Mit dem Beginn des Ersten Weltkrieges wurde sie 1914 geschlossen.
1986 wurde unter Willy Brandt die zweite Parteischule der SPD gegründet, die sich heute im Berliner Willy-Brandt-Haus findet. 2000 wurde sie ausgeweitet durch die SPD/SGK-Kommunalakademie.

## Geschichte

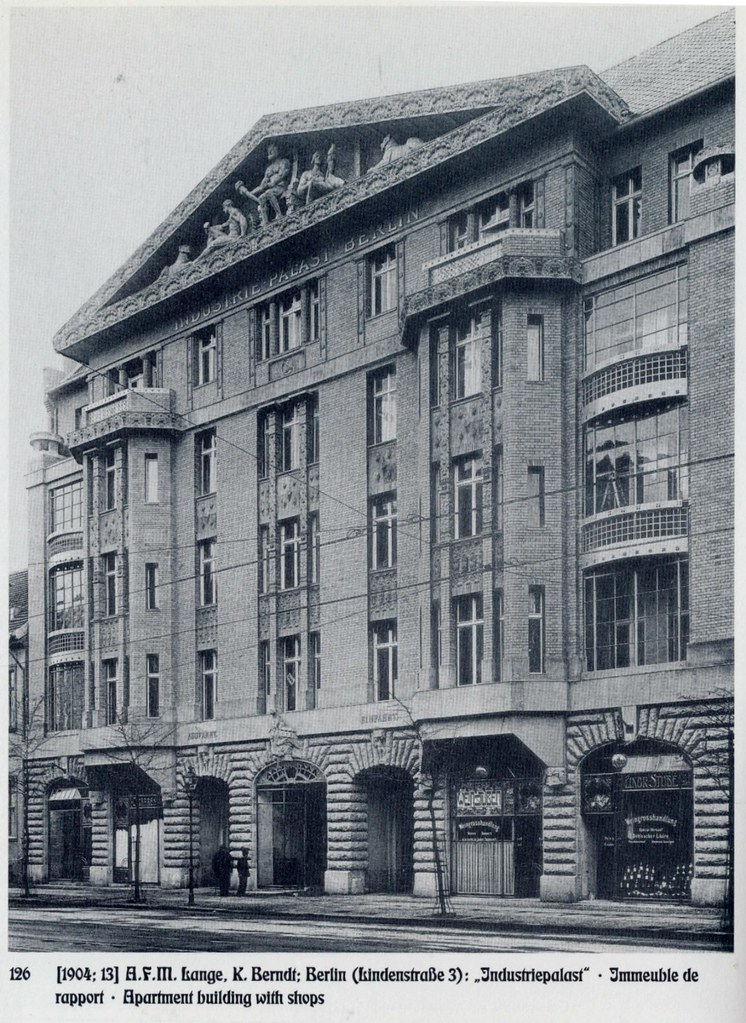
Der bis 1904 nach Plänen der Architekten A. F. M. Lange und Kurt Berndt errichtete Industriepalast in der Lindenstraße 3, in dessen Hinterhof ab 1906 unter anderem die Parteischule der SPD betrieben wurde

Die Gründung der Parteischule wurde vor allem von August Bebel vorangetrieben und stand im Zusammenhang mit den programmatischen Auseinandersetzungen innerhalb der SPD zu diesem Zeitpunkt. Bebel wollte mit der Schulung von führenden Genossen nicht nur deren Schlagkraft in der politischen Auseinandersetzung erhöhen, sondern auch reformistischen Strömungen entgegenwirken, die statt eines Klassenkampfs auf parlamentarische Arbeit und Reformen des bestehenden Gesellschaftssystems setzten. Allerdings wurde die von Bebel angestrebte Ausrichtung der Schule nie im vollen Umfang durchgesetzt, da bald auch reformorientierte Sozialdemokraten an ihr lehrten. Ein weiterer Beweggrund war, dass andere Parteien und Strömungen ihre Funktionäre ebenfalls zu schulen begannen, zum Teil mit ausdrücklicher Ausrichtung gegen die Sozialdemokratie. Diese Institutionen verfügten jedoch nicht über regelrechte Schulen, sondern boten ihren Mitgliedern und Unterstützern lediglich kürzere Lehrgänge an.

## Bezeichnung
Die Parteischule der SPD wurde auch als Sozialdemokratische Parteischule oder sozialdemokratische Parteischule bezeichnet, aber auch SPD-Parteischule und „erste Zentrale Parteischule“ oder schlicht Parteischule. Aufgrund des wissenschaftlichen Anspruches wurde das Institut auch unter der Überschrift „Parteihochschule der SPD“ behandelt.
Nachträglich wurde die Bildungseinrichtung im Jahr 1936 und später auch Reichsparteischule der SPD oder sozialdemokratische Reichsparteischule genannt.

## Unterricht

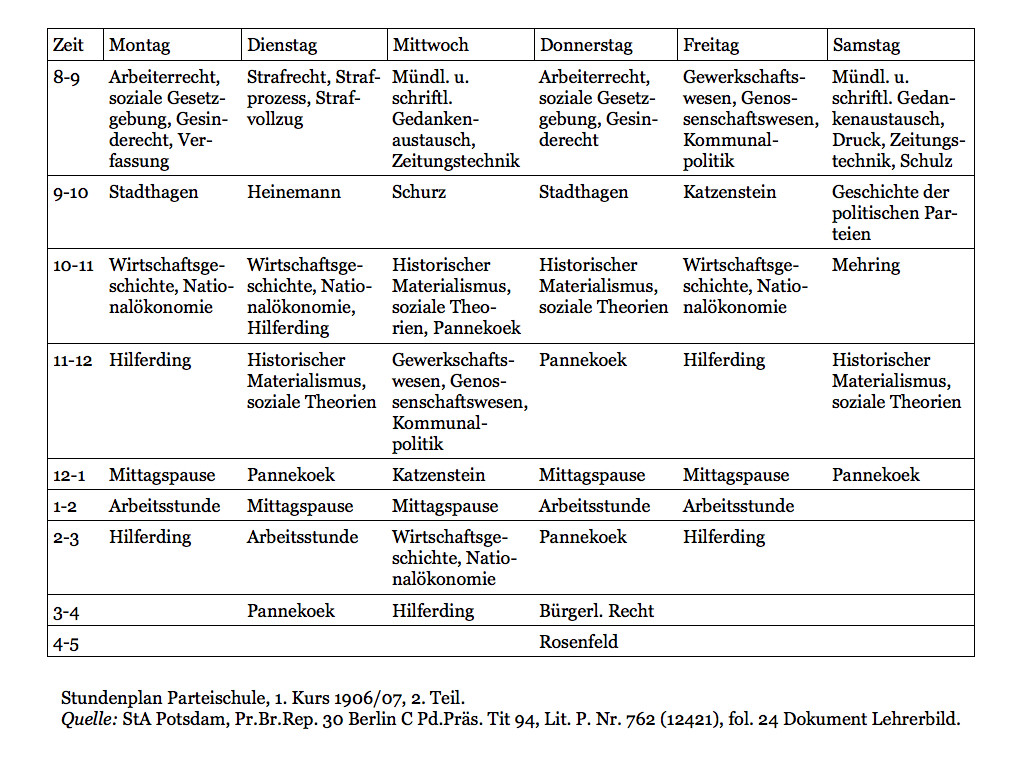
Stundenplan (zweiter Teil) des ersten Winterhalbjahres 1906–1907 der Parteischule

Der Unterricht fand jeweils im Winterhalbjahr statt. Jeder Kurs umfasste bis zu 30 SPD-Funktionäre, die von den Parteibezirken für den Lehrgang vorgeschlagen und von Parteivorstand, Bildungsausschuss und Lehrerkollegium ausgewählt wurden. Während der Kurse übernahm die Partei die Lebenshaltungskosten der Teilnehmer und auch ihrer Familien.

## Lehrer
Das Gründungskollegium umfasste acht Dozenten: Rudolf Hilferding, Franz Mehring, Anton Pannekoek, Kurt Rosenfeld, Simon Katzenstein, Heinrich Schulz, Arthur Stadthagen und Hugo Heinemann. Die preußische Polizei überwachte die Einrichtung scharf und drohte 1907 Rudolf Hilferding und Anton Pannekoek mit Ausweisung, da sie Ausländer waren (Hilferding Österreicher, Pannekoek Niederländer). Sie verließen das Kollegium, als Ersatz kamen Rosa Luxemburg, Emanuel Wurm und Heinrich Cunow als neue Dozenten.
Für das Schuljahr 1912/1913 stellte sich für ein Foto gemeinsam mit ihren Schülern das Lehrerkollegium auf mit Rosa Luxemburg, Emanuel Wurm, Hermann Duncker, Heinrich Conrady, Heinrich Schulz, Hermann Müller (Vertreter des Parteivorstandes) und Wilhelm Pieck (Sekretär der Parteischule).

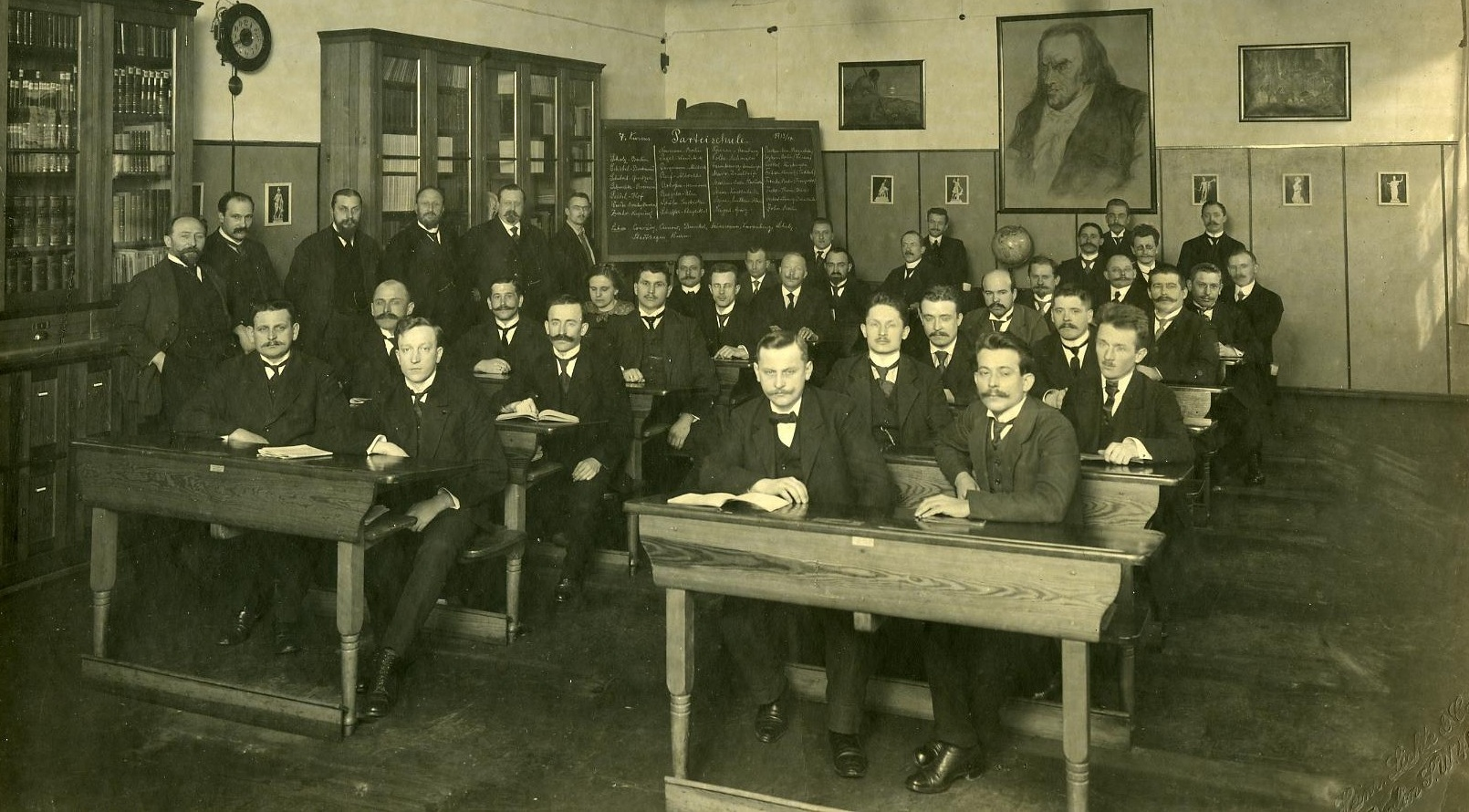
Dozenten und Hörer im Unterrichtsraum 1914; im Hintergrund an der Tafel mit Kreide die Überschrift „Parteischule“

## Schüler
Während der acht Jahre des Bestehens der Parteischule besuchten sie 203 Schüler, darunter 20 Frauen. Unter anderem wurden Wilhelm Kaisen, Wilhelm Pieck, Fritz Tarnow, Friedrich Puchta und Jacob Walcher an ihr ausgebildet. Weitere Schüler waren:
Jahrgang 1912/1913:
Eine Fotografie zeigt Schüler und Lehrer des Schuljahres 1912/13;
in der ersten Schülerreihe links, von vorn nach hinten:
- Hans Dill, Nürnberg
- Emil Friedrich, Weimar
- Rosi Wolfstein, Witten an der Ruhr
- Wilhelm Rössel, Berlin
- Alfred Fellisch, Johann-Georgenstadt
- Theodor Richter, Trebbin
- Wilhelm Wengels, Berlin

Zweite Reihe:
- Johann Wellmann, Bremen
- August Ellinger, Hamburg
- Margarete Kaschewski, Berlin
- Emil Schuler, Zuffenhausen
- Richard Sporn, Grünberg in Schlesien
- Robert Utz, Cottbus

Dritte Reihe:
- August Bellert, Solingen
- Karl Schulz, Braunschweig
- Albert Kretzschmar, Plauen
- Gustav Naumann, Mühlberg
- Hugo Schleifdeller, Mühlhausen im Elsass
- Jakob Sieglar, Bochum
- Oskar Trinks, Karlsruhe
- Jakob Wentzel, Tischler

Vierte Reihe:
- Hermann Stubbe, Rüstringen
- Christian Döring, Hamburg
- Hans Jensen, Flensburg
- Willy Michel, Minden in Westfalen
- Ernst Schädlich, Hannover
- Georg Schumann, Jena
- Alfons Bayerer, Passau
- Edgar Wettermann, Nördlingen

## Lehrplan
Der Lehrplan umfasste vor allem verschiedene juristische Themenfelder (Arbeitsrecht, Sozialrecht, Gesinderecht, Verfassungsrecht, Strafrecht und Bürgerliches Recht). Hinzu kamen Volkswirtschaftslehre, Gewerkschafts- und Genossenschaftswesen, Kommunalpolitik, Marxismus, Rhetorik und die Geschichte der politischen Parteien.

## Schulbücher
Einer Vorlesungs-Niederschrift fügte Jacob Walcher ein Verzeichnis über Bücher bei, die er 1910 in Berlin für das Parteischuljahr verwendet hatte:
„Duden, Wörterbuch; Wustmann, Sprachdummheiten; Statistisches Jahrbuch; Mehring, Gustav Adolf; Karl Marx, Kapital I. Bd.; Plötz, Geschichte; Mehring, Jena - Tilsit; Engels, Bauernkrieg; Wolf, Gesammelte Schriften; Rousseau, Gesellschaftsvertrag; Campanella, Sonnenstaat; Wissen ist Macht; Kommunistisches Manifest; Kautsky, Vorläufer des Sozialismus, Bd. I u. II; Marx, Elend der Philosophie; Büchner, Hessischer Landbote; Morus, Utopia; Lasalles Werke; Arbeiterrecht; Tolstoi, Was ist Kunst?; Brasilien; [Heinrich Cunow] Soziale Verfassung des Inkareiches; Pertes, Atlas; Finanzreform; Mehring, Schiller; Plechanow, Marxismus; Bebel, Frau und Sozialismus“